# NGC 4210
NGC 4210 este o infrared source⁠(d) situată în constelația Dragonul. A fost descoperită în 20 martie 1790 de către William Herschel. Se află la o distanță de 42,59 de megaparseci de Pământ.